# Okres Tábor
Tábor (Duits: Tabor) is een district (Tsjechisch: Okres) in de Tsjechische regio Zuid-Bohemen. De hoofdstad is Tábor. Het district bestaat uit 110 gemeenten (Tsjechisch: Obec). Voor 1 januari 2007 hoorde ook de gemeente Čenkov u Bechyně bij dit district, nu hoort deze gemeente bij de okres České Budějovice. In deze regio bevindt zich ook het karstgrot Chýnovská jeskyně.

## Lijst van gemeenten
De obce (gemeenten) van de okres Tábor. De vetgedrukte plaatsen hebben stadsrechten. De cursieve plaatsen zijn steden zonder stadsrechten (zie: vlek).
Balkova Lhota - Bečice - Bechyně - Běleč - Borkovice - Borotín - Bradáčov - Březnice - Budislav - Černýšovice - Dírná - Dlouhá Lhota - Dobronice u Bechyně - Dolní Hořice - Dolní Hrachovice - Drahov - Dráchov - Dražice - Dražičky - Drhovice - Haškovcova Lhota - Hlasivo - Hlavatce - Hodětín - Hodonice - Chotěmice - Chotoviny - Choustník - Chrbonín - Chýnov - Jedlany - Jistebnice - Katov - Klenovice - Komárov - Košice - Košín - Krátošice - Krtov - Libějice - Lom - Malšice - Mažice - Meziříčí - Mezná - Mladá Vožice - Mlýny - Myslkovice - Nadějkov - Nasavrky - Nemyšl - Nová Ves u Chýnova - Nová Ves u Mladé Vožice - Oldřichov - Opařany - Planá nad Lužnicí - Pohnánec - Pohnání - Pojbuky - Přehořov - Psárov - Radenín - Radětice - Radimovice u Tábora - Radimovice u Želče - Radkov - Rataje - Ratibořské Hory - Rodná - Roudná - Řemíčov - Řepeč - Řípec - Sedlečko u Soběslavě - Sezimovo Ústí - Skalice - Skopytce - Skrýchov u Malšic - Slapsko - Slapy - Smilovy Hory - Soběslav - Stádlec - Sudoměřice u Bechyně - Sudoměřice u Tábora - Sviny - Svrabov - Šebířov - Tábor - Třebějice - Tučapy - Turovec - Ústrašice - Val - Vesce - Veselí nad Lužnicí - Vilice - Vlastiboř - Vlčeves - Vlkov - Vodice - Zadní Střítež - Záhoří - Zálší - Zhoř u Mladé Vožice - Zhoř u Tábora - Zlukov - Zvěrotice - Želeč - Žíšov
České Budějovice · Český Krumlov · Jindřichův Hradec · Písek · Prachatice · Strakonice · Tábor